# KK Budućnost Podgorica
KK Budućnost Podgorica – czarnogórski zawodowy klub koszykarski z siedzibą w Podgoricy. Klub powstał w 1952 roku w Titogradzie (dzisiejsza Podgorica) i do 2006 roku występował w rozgrywkach ligowych Jugosławii i Serbii i Czarnogóry. Po uzyskaniu niepodległości przez Czarnogórę Budućnost gra w lidze tego kraju.
Do najbardziej znanych zawodników, którzy przywdziewali barwy klubu należą: Duško Ivanović (1981-87), Żarko Paspalj (1984-86), Dragan Vukcević (1991-02, 2005), Vlado Scepanović (1993-00), Blagota Sekulić (1998-02), Haris Brkić (1999-00), Igor Rakocević (2000-02), Dejan Tomasević (1999-01), Aleksander Pavlović (2000-03), Žarko Čabarkapa (2001-03, 2009-do dzisiaj).
Trenerem był natomiast Bogdan Tanjević.

## Sukcesy
- 3-krotny mistrz Jugosławii w latach 1999-01
- 3-krotny zdobywca Pucharu Jugosławii w latach 1996, 1998, 2001
- 4-krotny mistrz Czarnogóry w latach 1958, 1960, 1969-70